# Вартанян Геворк Андрійович
Геворк Андрійович Вартанян (нар. 17 лютого 1924, Ростов-на-Дону — 10 січня 2012, Москва) — радянський розвідник, Герой Радянського Союзу. Кавалер ордена Пошани (Вірменія) (2009).

## Біографічні відомості
Геворк Вартанян народився 17 лютого 1924 у Ростові-на-Дону в сім'ї Андрія Васильовича Вартаняна, іранського підданого, директора маслоробного заводу. У 1930, коли Геворку було шість років, його родина виїхала до Ірану. Його батько був пов'язаний з радянською зовнішньою розвідкою і покинув СРСР за її завданням.
Під прикриттям комерційної діяльності в Ірані батько вів активну розвідувальну діяльність, в загальній складності пропрацювавши на радянську розвідку 23 роки. Саме під впливом батька Геворк став розвідником.
Свою долю з радянською розвідкою Геворк Вартанян пов'язав в 16 років, коли в лютому 1940 встановив прямий контакт з резидентурою НКВД у Тегерані, отримавши оперативний псевдонім «Амір». Його першим завданням було створення з кількох надійних хлопців групи на допомогу старшим колегам, для виявлення фашистської агентури і німецьких розвідників. Ніякої оперативної підготовки у хлопців не було: методам ведення зовнішнього спостереження та іншим професійним хитрощів їм доводилося вчитися на ходу.
За два роки група Вартаняна виявила близько 400 агентів серед іранців, які працювали на Німеччину. В цей же час Геворк Вартанян знайомиться з сестрою одного з активних членів резидентури Гоар, яка також стає членом розвідгрупи, а згодом і його дружиною.
У 1942 британці відкрили в Ірані розвідшколу, де готували агентів для закидання на територію СРСР. «Аміру» вдалося потрапити в цю школу, пройти в ній повний курс навчання, встановити особи всіх навчалися і отримати всю детальну інформацію про саму школу. Надалі це допомогло затримати випускників-розвідників після закидання їх в СРСР.
Пізніше саме очолювана Вартаняном група зірвала замах на лідерів «великої трійки» — Вінстона Черчилля, Франкліна Рузвельта та Йосипа Сталіна, який планував Гітлер у 1943 в ході Тегеранської конференції. Одна з найсекретніших операцій Третього рейху була зірвана групою Вартаняна, якому тоді було всього 19 років. За кілька днів до початку конференції були проведені арешти німецьких агентів в Тегерані.
На основі цих подій у СРСР був знятий знаменитий фільм «Тегеран-43» за участю Ігоря Костолевського, Наталії Бєлохвостікової, Армена Джигарханяна та Алена Делона. Проте сам Геворк Вартанян говорив, що у фільмі «багато стрілянини й нісенітниці». Єдине, що, за його словами, відповідає дійсності, це спроба проникнення диверсантів в будівлю посольства через каналізацію.
У 1951 році був виведений в СРСР і закінчив факультет іноземних мов Єреванського університету.
Потім була багаторічна робота розвідника-нелегала в різних країнах світу. Завжди поряд з Геворком була його дружина Гоар, що пройшла разом з ним довгий шлях в розвідці, розвідник-нелегал, кавалер ордену Червоного Прапора і багатьох інших нагород. Закордонне відрядження подружжя Вартанян тривала понад 30 років.
З останнього відрядження розвідники повернулися восени 1986 року. Через декілька місяців Гоар Левоновна вийшла на пенсію, а Геворк Андрійович продовжував служити до 1992 року.
Найголовнішим своїм досягненням в житті Геворк Вартанян вважав «45 років роботи без провалу». У цьому, за словами «Аміра», величезна заслуга і його дружини. «У радощах і труднощах ми були разом. Скільки разів у житті ми з Гоар були на краю провалу, загибелі! Але ми згадували друзів, рідних, Батьківщину. І вилазили!», — розповідав Геворк Вартанян.
Закритим указом Президії Верховної Ради СРСР від 28 травня 1984 розвідникові служби зовнішньої розвідки Комітету державної безпеки СРСР Геворку Вартаняну було присвоєно звання героя Радянського Союзу. Самому «Аміру» повідомили про це шифровкою з Москви. Заслуги в розвідувальній діяльності Геворка Андрійовича Вартаняна були відмічені багатьма орденами і медалями, а також вищими відомчими.
Подружжя Вартанян готували кадри для Служби військової розвідки СРСР/РФ до 2000, доки ім'я Геворка Вартаняна не було розсекречено. Це сталося 20 грудня 2000, в день 80-річного ювілею Служби зовнішньої розвідки Росії. Проте більшість проведених ним операцій засекречені дотепер.
Помер після важкої хвороби 10 січня 2012 в Боткінській лікарні у Москві.

## Виноски
1. ↑  Ушел из жизни легендарный советский разведчик «Амир». Архів оригіналу за 12 січня 2012. Процитовано 11 січня 2012.
2. ↑  Советский разведчик-нелегал, Герой Советского Союза Геворк Вартанян удостоен высокой государственно награды Армении. Архів оригіналу за 10 липня 2012. Процитовано 24 березня 2013.